# Kateryna Lagnová
Kateryna Lagnová, dříve psáno Lahnová (rusky Екатерина Александровна Лагно, ukrajinsky Катерина Олександрівна Лагно; *27. prosince 1989, Lvov, SSSR) je ruská, původně ukrajinská šachistka.

## Kariéra
Je dvojnásobná mistryně Evropy v šachu z let 2005 a 2008 a mistryně světa v bleskovém šachu z roku 2010. Dvakrát se se svým týmem stala vítězkou šachové olympiády žen, a to s družstvem Ukrajiny v roce 2006 a znovu už s družstvem Ruska v roce 2014.
V červenci 2014 FIDE hráčce schválila změnu federace z ukrajinské na ruskou, protože hráčka se stala občankou Ruska. Zároveň se změnil přepis jejího jména z Lahnová na Lagnová.

## Tituly
V roce 2001 získala titul mezinárodní mistryně a v roce 2003 titul mezinárodní velmistryně. Titul mezinárodního velmistra získala v roce 2007.

## Šachové olympiády žen
| Rok  | Družstvo | Olympiáda | Místo           | Deska | ELO  | body/ partie | pořadí na šachovnici | pořadí družstvo |
| 2004 | Ukrajina | 36.       | Calvià          | 3.    | 2435 | 8,5/12       | 6.                   | 18.             |
| 2006 | Ukrajina | 37.       | Turín           | 2.    | 2468 | 8/10         | 2.                   | 1.              |
| 2008 | Ukrajina | 38.       | Drážďany        | 1.    | 2488 | 5/9          | 14.                  | 2.              |
| 2010 | Ukrajina | 39.       | Chanty-Mansijsk | 1.    | 2539 | 4,5/9        | 12.                  | 9.              |
| 2012 | Ukrajina | 40.       | Istanbul        | 1.    | 2542 | 7/10         | 3.                   | 3.              |
| 2014 | Rusko    | 41.       | Tromsø          | 1.    | 2540 | 6/10         | 8.                   | 1.              |